# Richardsiopsis lacustris
Richardsiopsis lacustris là một loài Rêu trong họ Amblystegiaceae. Loài này được (Herzog & P.W. Richards) Ochyra miêu tả khoa học đầu tiên năm 1986.